# Кособуцький Жан Сергійович
Жан Сергійович Кособуцький (13 листопада 1988) — казахський професійний боксер важкої ваги.
Майстер спорту Республіки Казахстан міжнародного класу.

## Життєпис
Народився в місті Аркалик Костанайської області Казахстану. За національністю — білорус. Боксом почав займатися рано під керівництвом батька, який свого часу був боксером-любителем.
Після закінчення школи вступив на факультет фізичної культури, спорту і туризму Костанайського державного педагогічного інституту, який успішно закінчив.

## Любительська кар'єра
На любительському рингу провів 24 поєдинки, у 19 з яких отримав перемогу. Тричі виборював звання чемпіона Казахстану (у 2010 році — у важкій вазі, у 2012—2013 роках — у надважкій вазі), фіналіст 2009 року у важкій вазі та бронзовий призер 2011 року у надважкій вазі.
У 2013 році на XXVII Всесвітній літній Універсіаді в Казані (Татарстан, Росія) дістався фіналу боксерських змагань у надважкій вазі, де за очками поступився чемпіону Європи 2011 року дагестанцю Магомеду Омарову.

## Професійна кар'єра

### Таблиця боїв
| 18 Перемог (17 нокаутом, 1 за рішенням суддів) |        |                      |        |                   |                                  |                                                                  |
| Результат                                      | Рекорд | Суперник             | Спосіб | Дата              | Місце проведення                 | Примітки                                                         |
| Перемога                                       | 18-0   | Жоан Дюопа           | RTD    | 21 травня 2022    | Inselparkhalle, Вільгельмсбург   | вакантний титул WBC International у важкій вазі                  |
| Перемога                                       | 17-0   | Алексис Гарсія       | TKO    | 20 листопада 2021 | Universum Gym, Гамбург           | вакантний титул WBC International Silver у важкій вазі           |
| Перемога                                       | 16-0   | Джой Давейко         | KO     | 21 серпня 2021    | Universum Gym, Гамбург           | титул WBA International у важкій вазі                            |
| Перемога                                       | 15-0   | Оноріоде Ехваріме    | KO     | 20 лютого 2021    | Universum Gym, Гамбург           | вакантний титул WBA International у важкій вазі                  |
| Перемога                                       | 14-0   | Каміль Соколовський  | KO     | 4 серпня 2020     | DiaMond, Мінськ                  |                                                                  |
| Перемога                                       | 13-0   | Абрахам Табул        | TKO    | 6 березня 2020    | Caesars Palace Dubai, Дубай      |                                                                  |
| Перемога                                       | 12-0   | Егрон Смакічі        | KO     | 9 листопада 2019  | Kuppel, Гамбург                  | вакантний титул інтерконтинентального чемпіона IBO у важкій вазі |
| Перемога                                       | 11-0   | Осборн Мачімана      | KO     | 16 вересня 2019   | Клуб «Корстон», Москва           |                                                                  |
| Перемога                                       | 10-0   | Вільямс Окандо       | TKO    | 24 квітня 2019    | Клуб «Журавінка», Мінськ         |                                                                  |
| Перемога                                       | 9-0    | Срдан Говедаріца     | TKO    | 29 січня 2019     | Клуб «Асторія Ріверсайд», Мінськ |                                                                  |
| Перемога                                       | 8-0    | Олександр Нехайчук   | TKO    | 29 листопада 2018 | Клуб «Журавінка», Мінськ         |                                                                  |
| Перемога                                       | 7-0    | Костянтин Добвищенко | PTS    | 17 вересня 2018   | Клуб «Crazy Horse», Мінськ       |                                                                  |
| Перемога                                       | 6-0    | Іраклій Гвенетадзе   | RTD    | 17 червня 2018    | КЦ «Парковий», Київ              |                                                                  |
| Перемога                                       | 5-0    | Гогіта Горгіладзе    | TKO    | 25 травня 2018    | Prime Hall, Мінськ               |                                                                  |
| Перемога                                       | 4-0    | Максим Педюра        | TKO    | 22 лютого 2018    | Клуб «Crazy Horse», Мінськ       |                                                                  |
| Перемога                                       | 3-0    | Олександр Нестеренко | KO     | 21 грудня 2017    | СК «Крила Рад», Москва           |                                                                  |
| Перемога                                       | 2-0    | Олег Заблоцький      | TKO    | 21 листопада 2017 | Клуб «Журавінка», Мінськ         |                                                                  |
| Перемога                                       | 1-0    | Едгарс Калнарс       | TKO    | 23 вересня 2017   | Палац культури, Борисов          |                                                                  |